# Bernard Muhindo
 (mai 2025).
Bernard Muhindo est un homme politique et homme d’affaires congolais, né le 8 septembre 1977. Il est originaire de la province du Sud-Kivu, en République démocratique du Congo
.

## Biographie

### Etudes
Bernard Muhindo a effectué ses études primaires à Likasi, ensuite ses études secondaires à Manono, où il a également obtenu un diplôme de pédagogie
. Pour son parcours universitaire, il a poursuivi des études en droit commercial international, obtenant une licence à l’Université Internationale de Kampala en 2012, puis un Master en droit commercial international à l’Université de Salford en 2016. Parallèlement, il a acquis des diplômes en informatique, notamment en sciences informatiques et en développement de logiciels.

### carrière politique
Bernard Muhindo a été nommé Ministre provincial des Finances, de l’Économie, de l’Industrie, du Commerce, de l’Entrepreneuriat et de la Fonction publique du Sud-Kivu en septembre 2024.